# Busti (New York)
Pour les articles homonymes, voir Busti.
Busti est une ville située dans le comté de Chautauqua, dans l' État de New York, aux États-Unis,. En 2010, elle comptait une population de 7 351 habitants, estimée au 1er juillet 2016 à 7 328 habitants.

## Démographie
Lors du recensement de 2020, la ville comptait une population de 7 521 habitants. Elle est estimée, en 2021, à 7 469 habitants.